# Hernán Rengifo
Hernán Rengifo (Chachapoyas, 18 de abril de 1983), é um futebolista peruano que atua como atacante. Atualmente, joga pelo Deportivo Municipal.

## Carreira
Em uma bem-sucedida campanha da Taça UEFA em 2008-09 para Lech Poznań, Rengifo terminou com seis gols na competição, incluindo a pontuação em ambas as pernas de Última 32 empate contra o italiano Serie A Udinese Calcio. Hernan jogado em Lech, juntamente com outros dois jogadores peruanos em Anderson Cueto e Henry Quinteros. Hernan fez boas performances sucessivas na Liga Europa, enquanto ao Lech Poznań. Em janeiro de 2010, ele foi transferido para o AC Omonia no Chipre. Em janeiro de 2012, ele foi liberado da Omonia e retornou ao Peru, para jogar pelo Sporting Cristal.

## Títulos
Universidad San Martín
- Campeonato Peruano: Apertura 2007

Lech Poznań
- Copa da Polônia: 2009
- Supercopa da Polônia: 2009

Omonia Nicosia
- Campeonato Cipriota: 2010
- Copa do Chipre: 2011

Sporting Cristal
- Campeonato Peruano: 2012

Universitario de Deportes
- Campeonato Peruano: Apertura 2016